# تارو گوتو
تارو گوتو (انگلیسی: Taro Goto؛ زادهٔ ۲۴ دسامبر ۱۹۶۹) بازیکن فوتبال اهل ژاپن است.
از باشگاه‌هایی که در آن بازی کرده‌است می‌توان به باشگاه فوتبال ناگویا گرامپوس، باشگاه فوتبال جف یونایتد ایچیهارا چیبا، و باشگاه فوتبال ساگان توسو اشاره کرد.